# شركة غاز البحرين الوطنية
شركة غاز البحرين الوطنية الشهيرة باختصارها باللغة الإنجليزية بناغاز هي شركة الغاز الطبيعي في الرفاع في البحرين التي تدير محطة تسييل الغاز. نحو 94٪ من إجمالي قوتها العاملة من مواطني البحرين.
تأسست الشركة في عام 1979 من قبل الشيخ عيسى بن سلمان آل خليفة أمير البلاد آنذاك بهدف استخراج الغاز الطبيعي من حقل نفط البحرين. تمتلك الشركة 75٪ من قبل حكومة البحرين و25٪ من المؤسسة العربية للاستثمارات البترولية وكالتكس البحرين. أقيم مشروع بقيمة 100 مليون دولار يهدف لبناء أربع محطات ضغط الغاز ومصنع لتجهيز البروبان والبيوتان والنافثا ومنطقة تخزين في سترة. في مارس 1980 كانت الناقلة اليابانية يويو مارو أول سفينة تنقل 5،000 طن من البوتان. في 1988 تم رفع إجمالي الطاقة الإنتاجية للمصنع من 170 مليون قدم مكعب في اليوم إلى 280 مليون قدم مكعب في اليوم.
بناغاز لديها القدرة على إنتاج 3000 برميل من البروبان و3200 برميل من البيوتان و4500 برميل من النافثا يوميا.